# Wikipedia in hindī
La Wikipedia in hindī (हिन्दी विकिपीडिया) è l'edizione ufficiale di Wikipedia nella lingua hindī; è stata aperta a luglio 2003.

## Statistiche
La Wikipedia in hindī ha 165 235 voci, 1 365 983 pagine, 848 805 utenti registrati di cui 1 257 attivi, 7 amministratori e una "profondità" (depth) di 246  (al 23 marzo 2025).
È la 63ª Wikipedia per numero di voci ma, come "profondità", è la nona fra quelle con più di 100.000 voci (al 23 marzo 2025).

## Cronologia
- 25 gennaio 2005 — supera le 1000 voci
- 14 marzo 2007 — supera le 10.000 voci
- 15 settembre 2009 — supera le 50.000 voci ed è la 43ª Wikipedia per numero di voci
- 30 agosto 2011 — supera le 100.000 voci ed è la 39ª Wikipedia per numero di voci
- 28 novembre 2015 — torna sotto le 100.000 voci a seguito di una cancellazione massiva ed è la 55ª Wikipedia per numero di voci
- 1º dicembre 2015 — ritorna sopra le 100.000 voci ed è la 55ª Wikipedia per numero di voci
- 20 ottobre 2021 — supera le 150.000 voci ed è la 57ª Wikipedia per numero di voci